# Проскурин, Георгий Ермолаевич
Гео́ргий Ермола́евич Проску́рин (13 июня 1945 года, Москва, СССР — 10 июля 2004 года) — советский фигурист, специализировавшийся в парном катании, начал заниматься фигурным катанием в 1955 году в Москве на Стадионе Юных Пионеров.
Выступал в паре с Галиной Седовой (до 1963), Татьяной Тарасовой (в 1964-66) и Галиной Карелиной (с 1967). Бронзовый призёр чемпионата Европы 1971 года, серебряный призёр чемпионатов СССР 1960 и 1965 годов, бронзовый призёр чемпионатов СССР 1963, 1964, 1970 и 1971 годов, чемпион Всемирных студенческих зимних Игр 1966 

г., серебряный призёр универсиады 1970 года в парном катании. Мастер спорта СССР международного класса.

## Спортивные достижения
| Соревнования/Сезоны              | 1960 | 1961 | 1962 | 1963 | 1964 | 1965 | 1966 | 1967 | 1968 | 1969 | 1970 | 1971 | 1972 |
| -------------------------------- | ---- | ---- | ---- | ---- | ---- | ---- | ---- | ---- | ---- | ---- | ---- | ---- | ---- |
| Чемпионаты мира                  |      |      |      |      |      | 7    |      |      |      |      | 4    | 8    |      |
| Чемпионаты Европы                |      |      |      | 12   |      | 6    | 4    |      |      |      | 4    | 3    |      |
| Чемпионаты СССР                  | 2    |      |      | 3    | 3    | 2    |      | 4    |      | 6    | 3    | 3    | 4    |
| Зимние Универсиады               |      |      |      |      |      |      | 1    |      |      |      | 2    |      |      |
| Приз газеты «Московские новости» |      |      |      |      |      |      |      |      | 3    |      |      | 2    | 3    |